# Campylopus kivuensis
Campylopus kivuensis är en bladmossart som beskrevs av Potier de la Varde och Thériot 1940. Campylopus kivuensis ingår i släktet nervmossor, och familjen Dicranaceae. Inga underarter finns listade i Catalogue of Life.